# Grumbys
Grumbys je říčka v Litvě. Teče v okrese Šilutė (Klaipėdský kraj). Je to levý přítok řeky Minija. Pramení na jižním okraji obce Vilkyčiai v okrese Šilutė. Teče zpočátku směrem jižním, záhy se stáčí ostře na západ, poté ostře na jih a vzápětí ostře na východ. Zde je několik propojení s říčkou Čigonė, ve kterých se tok opět obrací směrem západním a do řeky Minija se vlévá ve vsi Grumbliai jako její levý přítok 20,8 km od jejího ústí do Atmaty.

## Přítoky
Grumbys nemá významné přítoky, má několik propojení zleva s říčkou Čigonė.